# Aglaodiaptomus leptopus
Aglaodiaptomus leptopus är en kräftdjursart som först beskrevs av S. A. Forbes 1882.  Aglaodiaptomus leptopus ingår i släktet Aglaodiaptomus och familjen Diaptomidae. Inga underarter finns listade i Catalogue of Life.